# Concordia Zagreb
Concordia Zagreb was een Kroatische voetbalclub uit de hoofdstad Zagreb die werd opgericht op 10 oktober 1906 onder de naam Hrvatski Športski Klub Concordia.
Tijdens het Oostenrijk-Hongaarse keizerrijk was er eenmalige competitie voor teams uit Zagreb. Concordia werd in 1912 vicekampioen achter HAŠK Zagreb.
In 1930 speelde de club voor het eerst in de hoogste klasse en sleepte meteen de titel in de wacht. In het tweede seizoen werd Concordia vicekampioen achter BSK Beograd, het huidige OFK, dat alle tien de competitiewedstrijden gewonnen had. Het volgende seizoen werd de titel via een knock-outfase beslecht en Concordia trok voor de tweede keer aan het langste eind, in de finale werd Hajduk Split twee keer opzij gezet.
De volgende seizoenen werden slechts middelmatige plaatsen behaald en na de laatste plaats in 1938 degradeerde de club. Tijdens de Tweede Wereldoorlog was er een Kroatische competitie. In 1941 verloor de club de bekerfinale van Gradanski Zagreb en een seizoen later werd de club kampioen.
Na de oorlog werden de meeste clubs die in de Kroatische competitie speelden opgeheven waaronder Concordia.

## Erelijst
- Landskampioen Joegoslavië

1930, 1932
- Kampioen Kroatië

1942
- Beker van Kroatië

Finalist: 1941

## Internationals
De navolgende Europese voetballers kwamen als speler van Concordia Zagreb uit voor een vertegenwoordigend A-elftal. Recordinternational van de club is Danijel Premerl, die van 29 mei 1928 tot en met 30 juni 1932 in totaal 18 keer de kleuren verdedigde van het Joegoslavische nationale elftal.
| Naam                 | Van        | Tot        | Totaal | Nationaal elftal |
| -------------------- | ---------- | ---------- | ------ | ---------------- |
| Viktor Ajbek         | 11.10.1942 | 11.10.1942 | 1      | Kroatië          |
| Dragutin Babić       | 15.03.1931 | 19.04.1931 | 2      | Joegoslavië      |
| Nikola Babić         | 24.04.1932 | 03.05.1932 | 2      | Joegoslavië      |
| Slavko Beda          | 07.09.1941 | 07.09.1941 | 1      | Kroatië          |
| Ivica Belošević      | 03.06.1933 | 10.05.1936 | 10     | Joegoslavië      |
| Slavin Cindrić       | 28.08.1920 | 28.08.1920 | 1      | Joegoslavië      |
| Sergije Demić        | 29.05.1932 | 11.06.1933 | 4      | Joegoslavië      |
| Artur Dubravčić      | 28.08.1920 | 10.02.1924 | 9      | Joegoslavië      |
| Mirko Grdenić        | 04.11.1925 | 04.11.1925 | 1      | Joegoslavië      |
| Zvonko Jazbec        | 18.03.1934 | 06.09.1938 | 10     | Joegoslavië      |
| Zvonko Jazbec        | 02.04.1940 | 02.05.1940 | 3      | Kroatië          |
| Slavko Kodrnja       | 03.06.1933 | 06.08.1933 | 4      | Joegoslavië      |
| Slavko Kodrnja       | 11.10.1942 | 10.04.1943 | 2      | Kroatië          |
| Pavao Lev            | 03.06.1933 | 11.06.1933 | 3      | Joegoslavië      |
| Zvonko Monsider      | 07.06.1942 | 10.04.1943 | 6      | Kroatië          |
| Daniel Paškvan       | 28.10.1921 | 10.06.1923 | 4      | Joegoslavië      |
| Ivan Pavelić         | 10.04.1927 | 16.11.1930 | 5      | Joegoslavië      |
| Slavko Pavletić      | 28.09.1941 | 01.11.1942 | 4      | Kroatië          |
| Alfons Pažur         | 04.11.1925 | 04.11.1925 | 1      | Joegoslavië      |
| Hugo Pažur           | 03.06.1923 | 28.10.1923 | 2      | Joegoslavië      |
| Toni Pogačnik        | 15.06.1941 | 15.06.1941 | 1      | Kroatië          |
| Boris Praunsperger   | 16.11.1930 | 16.11.1930 | 1      | Joegoslavië      |
| Danijel Premerl      | 29.05.1928 | 30.06.1932 | 18     | Joegoslavië      |
| Krešo Pukšec         | 07.09.1941 | 10.04.1943 | 6      | Kroatië          |
| Boško Ralić          | 24.04.1932 | 11.06.1933 | 6      | Joegoslavië      |
| Josip Šolc           | 02.09.1920 | 28.10.1923 | 2      | Joegoslavië      |
| Svetislav Valjarević | 30.04.1933 | 01.04.1934 | 5      | Joegoslavië      |
| Stjepan Vrbančić     | 10.04.1927 | 10.04.1927 | 1      | Joegoslavië      |
| Aleksandar Živković  | 02.08.1931 | 02.08.1931 | 1      | Joegoslavië      |